# دهستان وربلا
دهستان وربلا (به لاتین: Varbla Parish) یک دهستان در استونی است که در شهرستان پارنو واقع شده‌است.

## خصوصیات
دهستان وربلا ۳۱۴ کیلومترمربع مساحت و ۱٬۰۱۳ نفر جمعیت دارد.